# ستراهينيا إيراكوفيتش
ستراهينجا إيراكوفيتش (مواليد 22 يناير 2001) هو لاعب كرة قدم صربي يلعب في مركز المدافع في نادي النجم الأحمر بلغراد.

## وصلات خارجية
- ستراهينجا إيراكوفيتش على موقع الاتحاد الأوربي (الإنجليزية)
- ستراهينجا إيراكوفيتش على موقع قاعدة بيانات كرة القدم.إي يو (الإنجليزية)
- ستراهينجا إيراكوفيتش على موقع بيانات كرة القدم. دي إي (الألمانية)
- ستراهينجا إيراكوفيتش على موقع ناشيونال فوتبول تيمز (الإنجليزية)
- ستراهينجا إيراكوفيتش على موقع Soccerbase.com (لاعب) (الإنجليزية)
- ستراهينجا إيراكوفيتش على موقع Soccerway.com (الإنجليزية)
- ستراهينجا إيراكوفيتش على موقع عالم كرة القدم.نت (الإنجليزية)